# Noms des grands nombres
Pour les articles homonymes, voir Grand nombre.
Les noms des grands nombres sont des systèmes de dérivation lexicale qui permettent de nommer des nombres au-delà du langage courant.
Dans les langues occidentales modernes, les grands nombres sont généralement nommés d'après l'un ou l'autre des deux systèmes incompatibles suivants : les échelles longue et courte. Ces deux systèmes définissent différemment les mots « billion », « trillion », « quadrillion », etc. L'échelle longue définit aussi les noms « billiard », « trilliard », « quadrilliard », etc. L'usage a souvent varié, même dans un pays donné, suivant les époques. De nos jours, le français de France emploie en principe l'échelle longue quand l'anglais des États-Unis emploie l'échelle courte.
De nombreux systèmes de nommage ont été proposés pour prolonger ces échelles au-delà des noms conventionnellement admis. Par ailleurs, quelques noms ont également été inventés pour des nombres très grands ; par exemple, en mathématiques, le nombre 10100 est baptisé « gogol » et le nombre 1010100 est nommé « gogolplex » ; en anglais, le nom humoristique « zillion » désigne de façon vague un très grand nombre.
Quelques grands nombres ont un intérêt pour l'être humain et sont d'un usage relativement courant jusqu'au trillion. Au-delà, les noms de grands nombres ne sont pratiquement jamais employés. Un nombre supérieur au nombre d'atomes dans l'Univers observable, estimé autour de 1080, n'a guère de réalité physique. Les calculatrices programmables n'affichent souvent de résultat que jusqu'au plafond de 1099.
Quand il faut néanmoins désigner un très grand nombre, les scientifiques préfèrent la notation scientifique — qui est, elle, claire et sans ambigüité — et disent par exemple « dix puissance cinquante-et-un » pour désigner le nombre 1051.

## Usage courant des grands nombres

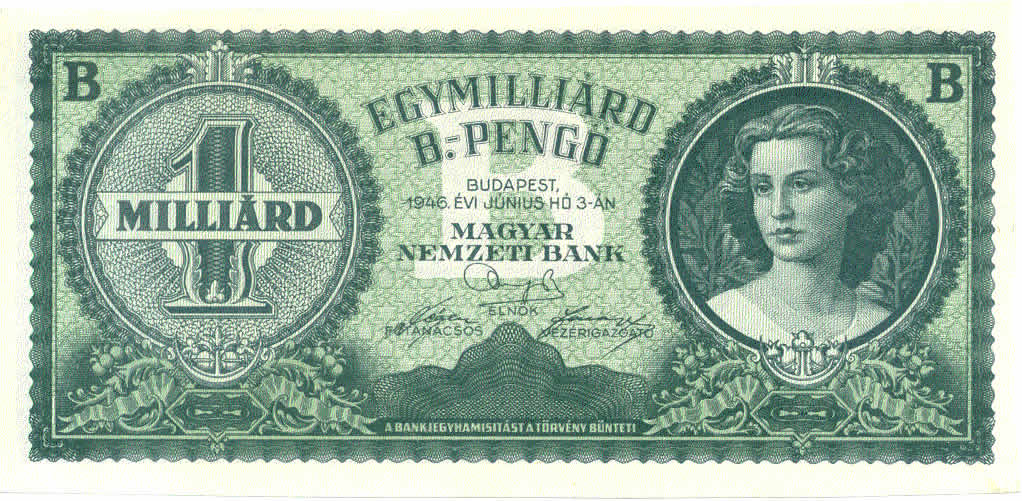
Billet d'un milliard de b.-pengő de 1946, imprimé mais jamais diffusé.

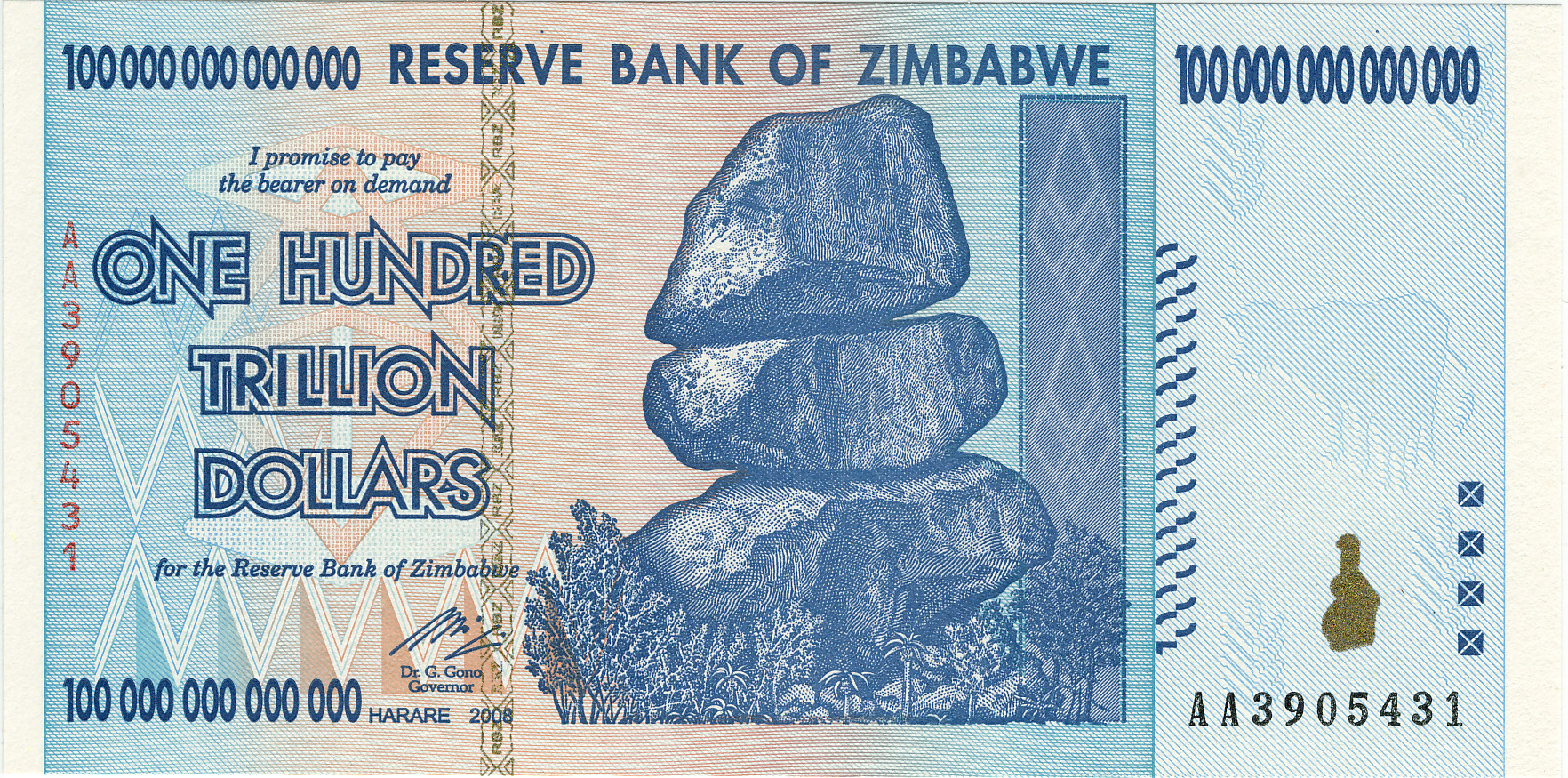
Billet de banque de cent billions de dollar du Zimbabwe (100 e12) imprimés en 2009. La mention « one hundred trillion dollars » correspond à l'usage de l'échelle courte en anglais.

Mille fois mille fait un million et mille fois un million fait un milliard (en échelle longue), mais on peut aussi bien dire « mille millions ». Le terme « milliard » (Milliarde en allemand, millardo en espagnol, milyar en turc, миллиард en russe, مليار  milyar en arabe...) est courant dans l'usage international, particulièrement dans les discussions du monde de la finance, et ne prête pas à confusion.
Les anglophones (plus particulièrement les Américains) n'utilisant cependant pas le milliard, mille fois un million fait déjà pour eux un « billion », qui marque le début de l'échelle courte. Dans un cas comme dans l'autre, le « billion » marque l'entrée dans le territoire des grands nombres artificiels, où l'usage devient hésitant.
L'usage courant ne dépasse guère le milliard : « la population mondiale est prévue à 7,3 milliards d'humains en 2015 selon les Nations unies » ; « le PIB mondial est estimé entre 72 et 75 mille milliards de dollars en 2013 ». Dans le registre courant (dans la presse, par exemple), l'habitude est plutôt d'utiliser des combinaisons, par exemple un « milliard de milliards » à la place d'un trillion.
Les termes supérieurs de billion ou trillion peuvent se rencontrer, mais dans des contextes exceptionnels. L'exemple le plus évident est celui de l'hyperinflation, où la valeur faciale nécessaire aux échanges commerciaux courants peut dépasser le million. La valeur faciale la plus grande à avoir été imprimée a théoriquement été le billet de 1021 (un trilliard) de pengő, mais elle l'a été sous forme d'un milliard (109) de b.-pengő (billion de pengő, soit 1012), le b.-pengő étant donc considéré comme une unité monétaire en soi. En 2009, le Zimbabwe a en outre imprimé un billet de 100 billions (1014) de dollars du Zimbabwe, qui au moment de leur impression ne valait que 30 US$.
Quand c'est une quantité physique qui doit être désignée, ce sont les préfixes du Système international qui sont préférentiellement utilisés. Il est plus facile de comprendre « une femtoseconde » que « un billiardième de seconde ». Ces préfixes peuvent également s'appliquer aux unités monétaires. On peut ainsi exprimer des achats importants en k€ (kiloeuros, ou milliers d'euros), les budgets d'une grande ville en M€ (mégaeuros, pour millions d'euros) ou G€ (gigaeuros, à préférer à l'abréviation Md€ qui n'a pas d'existence officielle). Le PIB mondial est ainsi de l'ordre de 80 T$ (téradollars, 1012 $) et la dette publique de la France est de l'ordre de 2 T€ en 2013 (3,4 T€ en 2025).
Dans l'usage scientifique, les grands nombres sont exprimés avec la notation scientifique. Dans cette notation, qui existe depuis les années 1800, les grands nombres sont exprimés par un 10 et un nombre en exposant. On dira par exemple : « L'émission en rayons X de cette radio-galaxie est de 1,3 × 1045 ergs ». Le nombre 1045 se lit simplement « dix puissance quarante-cinq » : plus parlant qu'un septilliard (en échelle longue, ou « quattuordécillion » en échelle courte), qui présentent de plus l'inconvénient de signifier deux choses différentes, suivant que la convention utilisée est l'échelle longue ou courte.
Même pour des mesures scientifiques extrêmes, il n'est pas nécessaire de disposer de très grands nombres. Ainsi, si l'on exprime l'âge de l'Univers (4,3 × 1017 s - de l'ordre d'un demi-trillion de secondes) en prenant comme unité le temps de Planck (5,4 × 10−44 s - de l'ordre de cinquante septilliardièmes de seconde), on ne trouve « que » 8 × 1060, soit huit décillions.
Ce n'est donc pas pour leur utilité pratique que les grands nombres sont nommés, mais ils ont de tout temps fasciné ceux qui se sont penchés sur eux en essayant d'appréhender ce que « grand nombre » pouvait signifier.

## Famille des -llions

### Système de Nicolas Chuquet
En 1475, le mathématicien français Jehan Adam (en) décrivit bymillion et trimillion dans ce qui semble être la description d'un boulier, leur donnant leur usage moderne (suivant l'échelle longue) de 1012 et 1018, dans son manuscrit en français médiéval Traicté en arismetique pour la practique par gectouers,,.

« … item noctes que le premier greton dembas vault ung, le second vault  [sic] cent, le quart vult mille, le Ve vault dix M, le VIe vault cent M, le VIIe vault Milion, Le VIIIe vault dix Million, Le IXe vault cent Millions, Le Xe vault Mill Millions, Le XIe vault dix mill Millions, Le XIIe vault Cent mil Millions, Le XIIIe vault bymillion, Le XIIIIe vault dix bymillions, Le XVe vault  [sic] cent bymillions, Le XVIe vault mil bymillions, Le XVIIe vault dix Mil bymillions, Le XVIIIe vault cent mil bymillions, Le XIXe vault trimillion, Le XXe vault dix trimillions … »

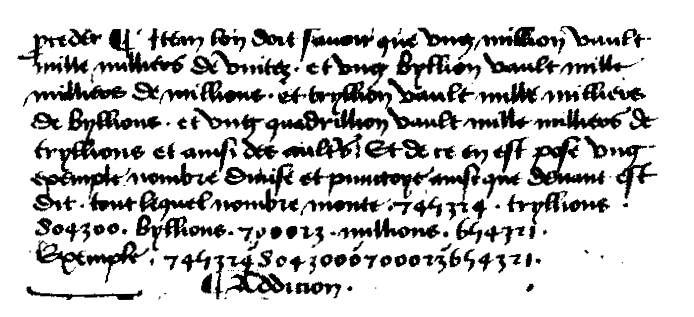
Page sur laquelle Chuquet fit la première description d'une méthode de dénomination pour zillions.

Peu après, Nicolas Chuquet écrivit en 1484 un livre, Triparty en la science des nombres,,,
où l'on trouve le premier exposé de l'usage moderne de grouper les grands nombres par paquets de six chiffres, qu'il séparait par des « virgules supérieures » (les noms employés par Chuquet ne sont pas tout à fait les noms modernes).

« Ou qui veut le premier point peult signiffier million Le second point byllion Le tiers poit tryllion Le quart quadrillion Le cinqe quyllion Le sixe sixlion Le sept.e septyllion Le huyte ottyllion Le neufe nonyllion et ainsi des ault's se plus oultre on vouloit preceder. Item lon doit savoir que ung million vault mille milliers de unitez, et ung byllion vault mille milliers de millions, et [ung] tryllion vault mille milliers de byllions, et ung quadrillion vault mille milliers de tryllions et ainsi des aultres : Et de ce en est pose ung exemple nombre divise et punctoye ainsi que devant est dit, tout lequel nombre monte 745324 tryllions 804300 byllions 700023 millions 654321. Exemple : 745324'804300'700023'654321. »

Cependant, l'ouvrage de Chuquet ne fut pas publié de son vivant. Une bonne partie en fut copiée par Estienne de La Roche dans un ouvrage qu'il publia en 1520, L'arismetique.
C'est à Chuquet que l'on attribue l'invention du système, mais les premiers termes existaient donc avant lui :
- les mots bymillion et trimillion apparaissent en 1475 dans le manuscrit de Jehan Adam ;
- le terme million existait avant Adam et Chuquet. C'est un mot d'origine probablement italienne, millione, forme intensifiée du mot mille : un million est étymologiquement un gros millier, rappelant les unités de second ordre d'Archimède ;
- la manière dont Adam et Chuquet présentent ces termes suggère qu'ils décrivent un usage préexistant, plutôt qu'une invention personnelle. Il est probable que des termes comme billion et trillion étaient déjà connus à cette époque, mais que Chuquet (expert dans l'art de manier les exposants) en a généralisé le système, inventant les noms correspondant aux puissances plus élevées.

Cette description est celle qui correspond au système dit de l'échelle longue, où les préfixes correspondent aux puissances du million. Le bymillion de Adam (byllion pour Chuquet) correspond donc à 1012, et le trimillion / tryllion vaut 1018.
Chuquet ne précisa que les dix premiers préfixes ; l'extension de son système aux nombres supérieurs a toujours provoqué des variantes dans les solutions retenues pour adapter les noms latins au suffixe -llion.

### Formation des noms en -llion et en -lliard
Le système de Nicolas Chuquet accole un préfixe bi-, tri-, etc. au suffixe -llion (originellement -million), pour former les noms d'unité successifs au-delà du million. Dans le système originel, dit échelle longue, chaque unité vaut un million de fois (106 fois) l'unité précédente. Ainsi un trillion est la puissance troisième du million.
Dans l'échelle longue, on nomme également les puissances de mille intermédiaires avec le suffixe -illiard, sur le modèle des noms en -illions : un X-illiard vaut mille X-illions. Cet ajout ultérieur au système de Chuquet n'est pas indispensable : l'usage britannique traditionnel (supplanté depuis le XXe siècle par l'usage américain de l'échelle courte) se contente de dire, par exemple, deux mille billions plutôt que deux billiards.
| Rang | Puissance du million | Puissance du million | Mille fois la puissance du million | Mille fois la puissance du million |
| Rang | Nom                  | Valeur               | Nom                                | Valeur                             |
| ---- | -------------------- | -------------------- | ---------------------------------- | ---------------------------------- |
| 1    | million              | 1 000 0001 = 106     | milliard                           | 1 000 × 1 000 0001 = 109           |
| 2    | billion              | 1 000 0002 = 1012    | billiard                           | 1 000 × 1 000 0002 = 1015          |
| 3    | trillion             | 1 000 0003 = 1018    | trilliard                          | 1 000 × 1 000 0003 = 1021          |
| 4    | quadrillion          | 1 000 0004 = 1024    | quadrilliard                       | 1 000 × 1 000 0004 = 1027          |
| 5    | quintillion          | 1 000 0005 = 1030    | quintilliard                       | 1 000 × 1 000 0005 = 1033          |
| 6    | sextillion           | 1 000 0006 = 1036    | sextilliard                        | 1 000 × 1 000 0006 = 1039          |
| 7    | septillion           | 1 000 0007 =1042     | septilliard                        | 1 000 × 1 000 0007 = 1045          |
| 8    | octillion            | 1 000 0008 = 1048    | octilliard                         | 1 000 × 1 000 0008 = 1051          |
| 9    | nonillion            | 1 000 0009 = 1054    | nonilliard                         | 1 000 × 1 000 0009 = 1057          |
| 10   | décillion            | 1 000 00010 = 1060   | décilliard                         | 1 000 × 1 000 00010 = 1063         |

En échelle longue, ces dix unités permettent de compter jusqu'à 1066 (exclu), ce qui suffit largement aux usages physiques normaux. Un prolongement est recommandé en 1948 à l'occasion de la neuvième Conférence générale des poids et mesures, mais l'idée est restée sans suite car les préfixes du Système international d'unités sont plus commodes et évitent un arbitrage entre échelles longue et courte.
De nos jours, sous l'influence américaine, les pays anglo-saxons tendent à réinterpréter ces noms selon un système incompatible et moins régulier, l'échelle courte, où un « billion » vaut un milliard (109) et un « trillion » vaut un billion (1012). Au contraire, en France, un décret de 1961 rétablit officiellement l'usage de l'échelle longue.
Les noms et leur orthographe n'ont pas toujours été stabilisés. Sous la plume de Chuquet, on trouve bymilion/byllion, trimillion/tryllion, quadrillion, quillion, sixlion…
Au XVe siècle, Jacques Peletier du Mans (qui lui-même attribue cet usage à Guillaume Budé) écrit milliart pour signifier un million de millions (1012) ; au XVIIe siècle, la valeur du milliard est réduite à mille millions.
Plus récemment, le décret français de 1961 introduit l'orthographe quatrillion au lieu du traditionnel quadrillion sans que l'on puisse savoir si c'est un changement délibéré ou une coquille.

### Système de Conway, Guy et Wechsler
Nicolas Chuquet n'a pas précisé de noms au-delà du rang 10. John Horton Conway, Richard Guy et Allan Wechsler proposent (en anglais) une extension pour les rangs supérieurs. Pour les rangs jusqu'à 10, leur nomenclature reprend les noms de Chuquet, largement conventionnels. Pour les rangs de 10 à 999, ils proposent un système de dérivation systématique du nom qui s'efforce d'imiter le nom en langue latine du rang correspondant.
La méthode pour nommer le rang consiste à accoler jusqu'à trois radicaux indiquant respectivement son chiffre des unités, son chiffre des dizaines et son chiffre des centaines. Les chiffres sont ainsi énoncés dans l'ordre contraire du français. Quand un chiffre vaut zéro, on omet le radical correspondant. Par exemple, avec cette construction, un 421-illion (soit 1 000 000421 selon l'échelle longue) s'appelle un unvigintiquadringentillion.
Les radicaux à combiner sont donnés dans le tableau ci-dessous (les tirets ne font pas partie du nom de nombre).
| Chiffre | 1 ≤ rang < 10 | 10 ≤ rang < 1 000 | 10 ≤ rang < 1 000 | 10 ≤ rang < 1 000 |
| Chiffre | 1 ≤ rang < 10 | Unité             | Dizaine           | Centaine          |
| ------- | ------------- | ----------------- | ----------------- | ----------------- |
| 1       | mi-           | un-               | n deci-           | nx centi-         |
| 2       | bi-           | duo-              | ms viginti-       | n ducenti-        |
| 3       | tri-          | tre- s            | ns triginta-      | ns trecenti-      |
| 4       | quadri-       | quattuor-         | ns quadraginta-   | ns quadringenti-  |
| 5       | quinti-       | quinqua-          | ns quinquaginta-  | ns quingenti-     |
| 6       | sexti-        | se- sx            | n sexaginta-      | n sescenti-       |
| 7       | septi-        | septe- mn         | n septuaginta-    | n septingenti-    |
| 8       | octi-         | octo-             | mx octoginta-     | mx octingenti-    |
| 9       | noni-         | nove- mn          | nonaginta-        | nongenti-         |

Des consonnes de liaison s'insèrent entre certaines paires de radicaux : on insère une lettre s (respectivement x, m, n) entre un radical suivi dans ce tableau de l'exposant s (respectivement x, m, n) et un radical précédé par ce même exposant. Le radical tre- prend également une lettre s devant un radical indiqué par x. Ainsi :
- 103 = trescenti (à ne pas confondre avec 300 = trecenti) et 303 = trestrecenti ;
- 106 = sexcenti (à ne pas confondre avec 600 = sescenti) et 306 = sestrecenti ;
- 87 = septemoctoginta et 107 = septencenti ;
- 89 = novemoctoginta et 109 = novencenti.

De plus, les dizaines à partir de la troisième dizaine se terminent par un a lorsqu'elles sont suivies d'une centaine (par exemple le 130-illion se dit trigintacentillion, le 861-illion se dit unsexagintaoctingentillion) mais par un i lorsqu'elles sont immédiatement suivies du suffixe -llion (par exemple le 30-illion se dit trigintillion, le 61-illion se dit unsexagintillion).
Pour les rangs jusqu'à 20, la nomenclature systématique de Conway, Guy et Wechsler diffère légèrement de certains noms ad hoc souvent donnés par les dictionnaires de langue anglaise. Selon Olivier Miakinen, ces différences sont justifiées par une plus grande conformité à la langue latine, à l'exception de quinquadecillion qui ne trouverait sa justification ni en latin, ni en anglais, et devrait se nommer quindecillion ; ainsi la racine quinqua- devrait plutôt être quin- (mais quinquaginta- serait inchangée).
| Rang | Dictionnaires d'anglais | Conway, Guy et Wechsler |
| ---- | ----------------------- | ----------------------- |
| 10   | decillion               | decillion               |
| 11   | undecillion             | undecillion             |
| 12   | duodecillion            | duodecillion            |
| 13   | tredecillion            | tredecillion            |
| 14   | quattuordecillion       | quattuordecillion       |
| 15   | quindecillion           | quinquadecillion        |
| 16   | sexdecillion            | sedecillion             |
| 17   | septendecillion         | septendecillion         |
| 18   | octodecillion           | octodecillion           |
| 19   | novemdecillion          | novendecillion          |
| 20   | vigintillion            | vigintillion            |
| 100  | centillion              | centillion              |

Conway, Guy et Wechsler ont formulé leur système pour la langue anglaise. Certains auteurs, proposent de l'adapter au français simplement :
- en ajoutant un accent aigu sur certains radicaux (déci-, tré-, sé-, septé-, nové-, si non suivis d'une consonne de liaison) ;
- et optionnellement en remplaçant le quadrillion de Chuquet par quatrillion, si l'on veut se conformer au décret français de 1961 (voir plus haut) en dépit de l'usage établi.

### Extension à des entiers arbitrairement grands
Dans le même livre, les auteurs proposent de construire comme suit le radical latin pour un rang N supérieur ou égal à mille.
1. Regrouper les chiffres de N par blocs de trois ;
2. Utiliser le codage précédent pour chacun des blocs de trois chiffres, ou ni si les trois chiffres sont nuls ;
3. Intercaler lli entre chaque bloc ainsi obtenu.

Ainsi, avec cette méthode, un (3 000 102)-llion s'appelle un trillinilliduocentillion (tri-lli-ni-lli-duo-centi-lli-on).
Ce système permet de nommer n'importe quel nombre entier, aussi grand soit-il.

## Système d'Archimède

### Myriade et ordres de numération
Savoir nommer les nombres à un chiffre, de un à neuf, ne permet pas de nommer la dizaine, premier nombre à deux chiffres. Au premier ordre, les nombres des dizaines sont généralement de forme irrégulière, mais par exemple réguliers en chinois où l'on dit simplement « dix, deux-dix, trois-dix... neuf-dix ». Il suffit (en théorie) d'une seule nouvelle unité pour doubler le nombre de chiffres des nombres exprimables.
Savoir nommer les nombres à deux chiffres ne permet pas de nommer la centaine, premier nombre à trois chiffres. Ici encore, une nouvelle unité, « cent », doit être introduite au deuxième ordre pour nommer la suite. L'unité suivante dans le langage courant, « mille », est en réalité inutile, puisque le nombre de centaines peut être énoncé par un nombre à deux chiffres. De fait, il est courant de dire « dix-sept cent quatre-vingt neuf » pour 1789. L'unité « cent » permet en réalité de nommer tous les nombres à quatre chiffres, mais ne permet pas de nommer dix-mille.
De nombreux langages ont un nom distinct pour nommer 10 000. Les Chinois disposent de 万 (ou 萬), les Grecs disposaient de μυριάς qui donne en français la myriade, de même sens. De même que précédemment, la myriade est une unité de troisième ordre, qui permet de nommer tous les nombres de huit chiffres, ce qui épuise les besoins quotidiens.
Dans ce système à myriade, les chiffres d'un nombre sont regroupés suivant une hiérarchie binaire. Il n'est besoin d'une unité d'ordre n supplémentaire que pour lire des nombres dont le nombre de chiffres est supérieurs à 2n, et cet ordre permet de lire des nombres jusqu'à 2n+1-1 chiffres. La valeur d'un nombre énoncé se détermine de manière récursive :
- on identifie l'unité de plus grand ordre, n ;
- on évalue la valeur de ce qui vient avant cette unité, au plus d'ordre n-1 ;
- on multiplie ce résultat par la valeur de l'unité, soit {\displaystyle 10^{(2^{n-1})}} ;
- on ajoute à ce résultat la valeur de ce qui vient après l'unité.

Ce système à myriade peut être prolongé.

### L'Arénaired'Archimède
Un des premiers exemples connus est le décompte que fit Archimède du nombre de grains de sable que pouvait contenir l'Univers, dans L'Arénaire (Ψάμμιτης). Pour cela, il généralisa le système de numération grec, dont le terme le plus élevé s'appelait la myriade (104), ce qui permettait donc aux Grecs de compter jusqu'à 99 999 999 (dans le système grec, neuf mille neuf cent quatre-vingt-dix-neuf myriades neuf mille neuf cent nonante-neuf, soit 108-1, la myriade de myriades n'ayant pas de nom).
Archimède appela ces nombres nommables en grec courant des « nombres de premier ordre », c'est-à-dire les nombres immédiatement accessibles dans le système grec. Il appela le premier nombre innommable dans ce système, la myriade de myriade, soit 108, l'unité de base des « nombres de deuxième ordre ». En prenant ce nombre comme nouvelle unité, Archimède était capable, dans la numération grecque, de nommer 99 999 999 de ces nombres « de deuxième ordre », donc de compter jusqu'à 108 × 108 – 1 = 1016–1, c'est-à-dire 99 999 999 du second ordre et 99 999 999, plus un.
Le nombre suivant, innommable à l'ordre deux, est le premier nombre du « troisième ordre », parce qu'inaccessible à l'ordre deux. Ce nombre est à son tour pris comme l'unité des « nombres de troisième ordre », et ainsi de suite.
Archimède continua sa construction logique pour tous les « ordres » qui pouvaient être nommés en grec, c’est-à-dire jusqu'au nombre « d'ordre 99 999 999 », fin naturelle de cette première série de désignations. Mais, comment nommer le nombre suivant, soit (108)(108) = 108 × 108 ?
Archimède prolongea cette construction en prenant à nouveau ce nombre comme unité de base d'un superordre, ce qui lui permit d'étendre le système de dénomination jusqu'à
L'ordre de grandeur de ce superordre est incroyablement immense. S'agissant de rendre compte des états physiques du moindre des plus petits volumes d'espace-temps ayant un sens physique, l'hypothèse des grands nombres exprimée en termes d'unité de Planck montre que le nombre de « grains de Planck » (voxel élémentaire, soit volume de Planck x temps de Planck) à examiner, pour rendre compte de tout l'Univers observable et de toute son histoire (à une précision par nature inaccessible à la mesure), n'est au plus « que » de l'ordre de 10240, c'est-à-dire qu'il est physiquement impossible d'observer quelque chose de plus nombreux. En comparaison, la base du premier superordre d'Archimède, 10800 000 000, dépasse ce nombre d'un facteur 10799 999 760.
À ce point, Archimède se servit de ce système de désignation pour estimer le nombre de grains de sable que pouvait contenir l'Univers, parce que « innombrable comme les grains de sable » représentait pour les Grecs l'exemple archétypal de quelque chose qui ne pouvait pas être compté. Il trouva comme ordre de grandeur seulement « mille myriades du huitième ordre » (soit 1063, ou 1 décilliard). Dans le monde grec, le second ordre n'était donc pas nécessaire.

### Système Myriade
Proposé par Donald E. Knuth, ce système est une autre manière de généraliser les myriades grecques: au lieu que chaque « ordre de grandeur » corresponde à un regroupement de quatre chiffres, comme pour Archimède, Knuth considère que chaque ordre de grandeur peut avoir deux fois plus de chiffres que le précédent.
Au-delà des noms où l'on reconnaît la présence du « y » caractéristique, il utilise des séparateurs différents pour des groupes de 4, 8, 16, 32 ou 64 chiffres (respectivement la virgule, le point-virgule et les deux points, l'espace et l'apostrophe ; le séparateur décimal reste le point dans cette notation). Ils sont formés sur des puissances de deux successives des puissances de dix mille (myriade). Ce système permet d'écrire et nommer des nombres énormes (le premier grand nombre qui ne peut être exprimé avec les dénominations classiques est l'octyllion, la mille-vingt-quatrième puissance de la myriade). Toutefois, le nom « myriade » reste le plus connu car il correspond à une dénomination historique.
Toutefois, les noms sont rarement utilisés car ils sont souvent homonymes et homophones d’autres nombres (y compris en anglais où ces noms ont été définis), et créent de nouvelles ambiguïtés avec les échelles courtes et longues.
| Valeur                          | Formule       | Nom                 | Notation                                                                          |
| ------------------------------- | ------------- | ------------------- | --------------------------------------------------------------------------------- |
| 100                             | 100           | un                  | 1                                                                                 |
| 101                             | 101           | dix                 | 10                                                                                |
| 102                             | 102           | cent                | 100                                                                               |
| 103                             | 103           | mille               | 1000                                                                              |
| 104                             | 104 × 20      | myriade             | 1,0000                                                                            |
| 105                             |               | dix myriades        | 10,0000                                                                           |
| 106                             |               | cent myriades       | 100,0000                                                                          |
| 107                             |               | mille myriades      | 1000,0000                                                                         |
| 108                             | 104 × 21      | myllion             | 1;0000,0000                                                                       |
| 1012                            |               | myriade de myllions | 1,0000;0000,0000                                                                  |
| 1016                            | 104 × 22      | byllion             | 1:0000,0000;0000,0000                                                             |
| 1024                            |               | myllion de byllions | 1;0000,0000:0000,0000;0000,0000                                                   |
| 1032                            | 104 × 23      | tryllion            | 1 0000,0000;0000,0000:0000,0000;0000,0000                                         |
| 1064                            | 104 × 24      | quadryllion         | 1'0000,0000;0000,0000:0000,0000;0000,0000 0000,0000;0000,0000:0000,0000;0000,0000 |
| 10128                           | 104 × 25      | quintyllion         | 1 suivi de 128 zéros                                                              |
| 10256                           | 104 × 26      | sextyllion          | 1 suivi de 256 zéros                                                              |
| 10512                           | 104 × 27      | septyllion          | 1 suivi de 512 zéros                                                              |
| 101 024                         | 104 × 28      | octyllion           | 1 suivi de 1 024 zéros                                                            |
| 102 048                         | 104 × 29      | nonyllion           | 1 suivi de 2 048 zéros                                                            |
| 104 096                         | 104 × 210     | decyllion           | 1 suivi de 4 096 zéros                                                            |
| 108 192                         | 104 × 211     | undecyllion         | 1 suivi de 8 192 zéros                                                            |
| 1016 384                        | 104 × 212     | duodecyllion        | 1 suivi de 16 384 zéros                                                           |
| 1032 768                        | 104 × 213     | tredecyllion        | 1 suivi de 32 768 zéros                                                           |
| 1065 536                        | 104 × 214     | quattuordecyllion   | 1 suivi de 65 536 zéros                                                           |
| 10131 072                       | 104 × 215     | quindecyllion       | 1 suivi de 131 072 zéros                                                          |
| 10262 144                       | 104 × 216     | sexdecyllion        | 1 suivi de 262 144 zéros                                                          |
| 10524 288                       | 104 × 217     | septendecyllion     | 1 suivi de 524 288 zéros                                                          |
| 101 048 576                     | 104 × 218     | octodecyllion       | 1 suivi de 1 048 576 zéros                                                        |
| 102 097 152                     | 104 × 219     | novemdecyllion      | 1 suivi de 2 097 152 zéros                                                        |
| 104 194 304                     | 104 × 220     | vigintyllion        | 1 suivi de 4 194 304 zéros                                                        |
| 104 294 967 296                 | 104 × 230     | trigintyllion       | 1 suivi de 4 294 967 296 zéros                                                    |
| 104 398 046 511 104             | 104 × 240     | quadragintyllion    | 1 suivi de 4 398 046 511 104 zéros                                                |
| 104 503 599 627 370 496         | 104 × 250     | quinquagintyllion   | 1 suivi de 4 503 599 627 370 496 zéros                                            |
| 104 611 686 018 427 387 904     | 104 × 260     | sexagintyllion      | 1 suivi de 4 611 686 018 427 387 904 zéros                                        |
| 104 722 366 482 869 645 213 696 | 104 × 270     | septuagintyllion    | 1 suivi de 4 722 366 482 869 645 213 696 zéros                                    |
|                                 | 104 × 280     | octogintyllion      |                                                                                   |
|                                 | 104 × 290     | nonagintyllion      |                                                                                   |
|                                 | 104 × 2100    | centyllion          |                                                                                   |
|                                 | 104 × 21 000  | millillion          |                                                                                   |
|                                 | 104 × 210 000 | myrillion           |                                                                                   |

## Autres systèmes de grands nombres

### Système Gillion
Proposé par Russ Rowlett, basé sur les préfixes numériques grecs, et les puissances de mille :
| Valeur | Expression | Nom             |
| ------ | ---------- | --------------- |
| 103    | 10001      | Mille           |
| 106    | 10002      | Million         |
| 109    | 10003      | Milliard        |
| 1012   | 10004      | Tetrillion      |
| 1015   | 10005      | Pentillion      |
| 1018   | 10006      | Hexillion       |
| 1021   | 10007      | Heptillion      |
| 1024   | 10008      | Oktillion       |
| 1027   | 10009      | Ennillion       |
| 1030   | 100010     | Dekillion       |
| 1033   | 100011     | Hendekillion    |
| 1036   | 100012     | Dodekillion     |
| 1039   | 100013     | Trisdekillion   |
| 1042   | 100014     | Tetradekillion  |
| 1045   | 100015     | Pentadekillion  |
| 1048   | 100016     | Hexadekillion   |
| 1051   | 100017     | Heptadekillion  |
| 1054   | 100018     | Oktadekillion   |
| 1057   | 100019     | Enneadekillion  |
| 1060   | 100020     | Icosillion      |
| 1063   | 100021     | Icosihenillion  |
| 1066   | 100022     | Icosidillion    |
| 1069   | 100023     | Icositrillion   |
| 1072   | 100024     | Icositetrillion |
| 1075   | 100025     | Icosipentillion |
| 1078   | 100026     | Icosihexillion  |
| 1081   | 100027     | Icosiheptillion |
| 1084   | 100028     | Icosioktillion  |
| 1087   | 100029     | Icosiennillion  |
| 1090   | 100030     | Triacontillion  |

### Système Gogol
Le mathématicien américain Edward Kasner introduit dans une publication de 1940, Mathematics and the Imagination (« Les mathématiques et l'imagination »), les termes gogol et gogolplex inventés par son neveu de huit ans.
Par la suite, Conway et Guy suggèrent comme extension qu'un N-plex corresponde par convention à 10N. Avec ce système, un gogol-plex vaut bien 10gogol et un gogolplexplex vaut 10gogolplex.
D'autres auteurs proposent les formes gogolduplex, gogoltriplex, etc., pour désigner respectivement 10gogolplex, 10gogolduplex, et ainsi de suite.
| Valeur | Nom       |
| ------ | --------- |
| 10100  | gogol     |
| 10100  | gogolplex |
| 10−N   | N-minex   |
| 10N    | N-plex    |

### Système chinois
Les Chinois disposent classiquement des unités de un à neuf, puis des marqueurs dix (十, shí ), cent (百, bǎi), mille (千, qiān) et myriade (万, wàn). Ils présentent la particularité de compter ensuite régulièrement par myriades (dix mille = 萬, dernière unité régulière). Dans cette langue, les tranches supérieures s'établissent de quatre en quatre chiffres, au lieu de trois en trois (échelle courte) ou six en six (échelle longue) comme dans les langues occidentales. Ces unités et marqueurs permettent de compter jusqu'à 108, soit cent millions, ce qui est largement suffisant pour les besoins courants.
De manière consensuelle, au-delà de mille, les douze ordres des grandes quantités correspondent à la série suivante :
1. 萬/万 : la myriade, la troupe militaire des « scorpions » ;
2. 億/亿 : autant qu'il vous plaira ;
3. 兆 : un nombre de craquelures « très nombreuses », sur une surface argileuse craquelée ;
4. 京 經/经 : une accumulation artificielle (volontaire), un grand nombre ;
5. 垓 : probablement, la fin亥 de la terre 土, la levée de terre qui marque une frontière ;
6. 秭 : les gerbes de céréale récoltées ;
7. 穰 壤 : la récolte de céréales ;
8. 溝/沟 : eau qui se déverse ;
9. 澗/涧 : cours d'eau dans un ravin étroit ;
10. 正 : droit, parfait ;
11. 載/载 remplir, terminer ;
12. 極 : achèvement, extrême.

Cette série de grande quantité fait partie des nombreuses séries chinoises de dix ou douze termes, séquentielles ou cycliques, et a un sens littéraire plus qu'arithmétique : chaque ordre est consensuellement « encore plus grand » que le précédent, mais sans que cette progression soit numériquement déterminée. Au-delà des nombres concrets permettant de compter des choses, ce sont des nombres supra-naturels que le commun des mortels n'utilise pas. L'interprétation de ces ordres des grandes quantités a été de ce fait variable.
- L'interprétation usuelle moderne est que chaque ordre désigne l'un des blocs de quatre chiffres, et est donc une myriade de fois le précédent. Les unités progressent donc de 104 en 104, chaque unité des grandes quantités permettant de désigner l'un des blocs de quatre chiffres.
- Pour l'interprétation médiévale minimaliste, chaque caractère a simplement la valeur du précédent multiplié par dix. La série prolonge donc simplement celle des « dix, cent, mille », sans solution de continuité pour de grandes unités.
- Une autre interprétation médiévale considère (comme actuellement) que 億 vaut 108, mais est le véritable point de départ des ordres de grandes quantités, système dans lequel 萬 n'est qu'un jalon intermédiaire dans une lecture par blocs de huit chiffres. Dans ce système, comme actuellement, 億 n'est pas supra-naturel mais peut avoir des applications pratiques.
- Enfin, une interprétation de type « système d'Archimède » considère que chaque ordre est le carré de l'ordre précédent.

| Normale | Financière | Pinyin | Usuel                     | Minimaliste | Par 108 | Archimède |
| ------- | ---------- | ------ | ------------------------- | ----------- | ------- | --------- |
| 万/萬   | 万/萬      | wàn    | 104                       | 104         | 104     | 104       |
| 亿 / 億 | 億         | yì     | 108                       | 105         | 108     | 108       |
| 兆      | 兆         | zhào   | 1012 Signifie aussi méga. | 106         | 1016    | 1016      |
| 京      | (ou 经/經) | jīng   | 1016                      | 107         | 1024    | 1032      |
| 垓      | 垓         | gāi    | 1020                      | 108         | 1032    | 1064      |
| 秭      | 秭         | zǐ     | 1024                      | 109         | 1040    | 10128     |
| 穰      | 穰         | ráng   | 1028                      | 10          | 1048    | 10256     |
| 溝      | 溝         | gōu    | 1032                      | 1011        | 1056    | 10512     |
| 澗      | 澗         | jiàn   | 1036                      | 1012        | 1064    | 101 024   |
| 正      | 正         | zhèng  | 1040                      | 1013        | 1072    | 102 048   |
| 载 / 載 | 载 / 載    | zài    | 1044                      | 1014        | 1080    | 104 096   |
| 極      | 極         | jí     | 1048                      | 1015        | 1088    | 108 192   |

En réalité, seuls les deux premiers termes sont d'usage effectif. Les caractères chinois pour les puissances de 10 000 au-delà de 100 millions (亿 ; yì) sont très rarement utilisés : pour 1016, on préfère utiliser 亿亿 (yì yì) ou « cent millions de fois cent millions » plutôt que 京 (jīng) qui signifie « capitale » pour le Chinois moyen. « Un » se dit « yī » et 100 millions se dit « yì ».
Il existe aussi un système de numération folklorique pour les très grands nombres ; par exemple, 不可説不可説不可説 (« indicible-indicible-indicible ») représente 1054 925 173 615 192 502 615 548 162 549 221 958 154.